# Ammodramus maritimus nigrescens
Chim sẻ Dusky (Danh pháp khoa học: Ammodramus maritimus nigrescens) là một phân loài của loài sẻ Ammodramus maritimus, đây là một loài phụ không di cư của chim sẻ biển, được tìm thấy ở bán đảo Florida trong đầm lầy muối tự nhiên của đảo Merritt và dọc theo sông St Johns. Cá thể được biết đến cuối cùng đã chết vào ngày 17 tháng 6 năm 1987, và phân loài này đã chính thức được tuyên bố tuyệt chủng vào tháng 12 năm 1990.